# Broussonetia luzonica
Broussonetia luzonica là một loài thực vật có hoa trong họ Moraceae. Loài này được (Blanco) Bureau mô tả khoa học đầu tiên năm 1873.

## Hình ảnh

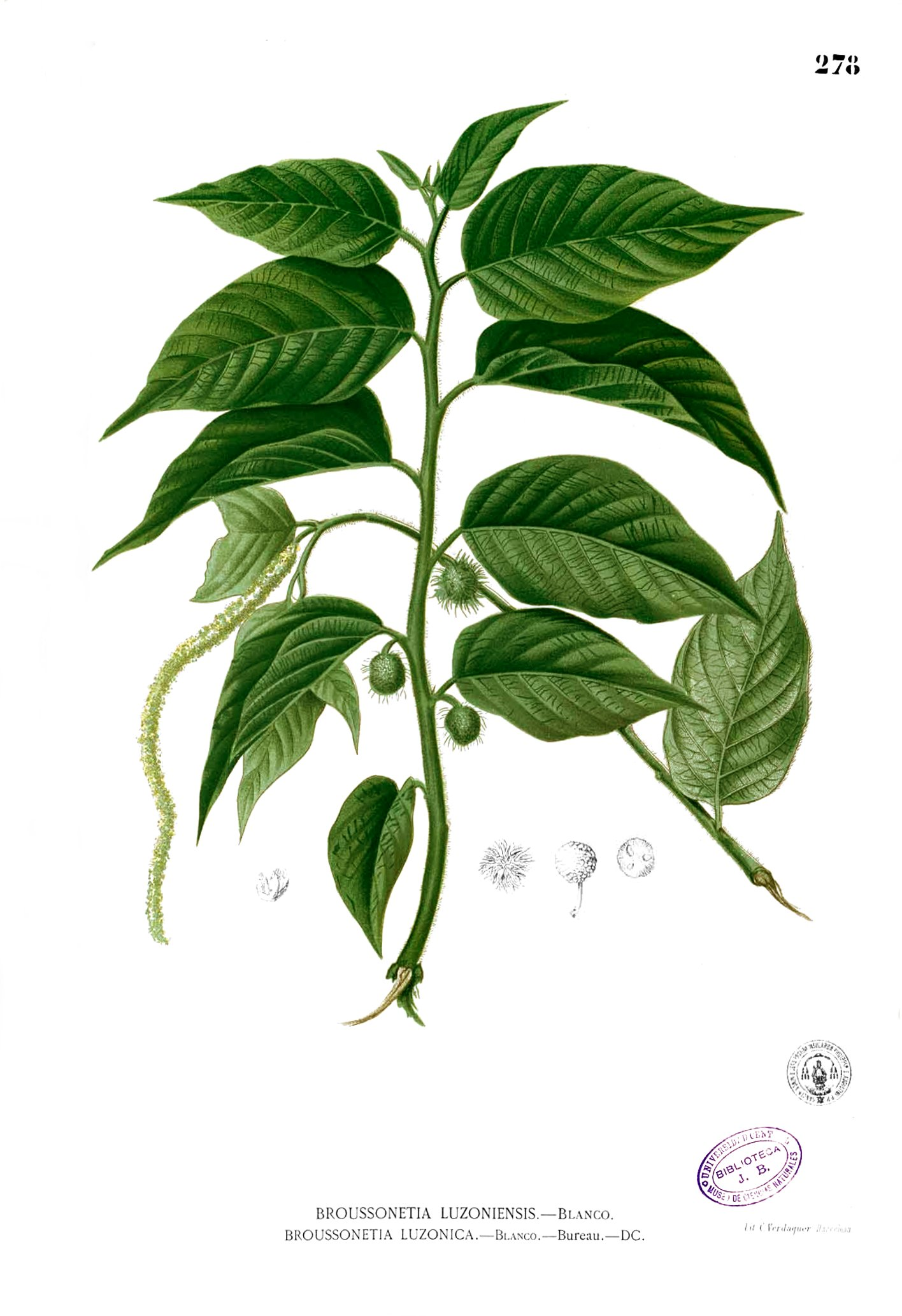
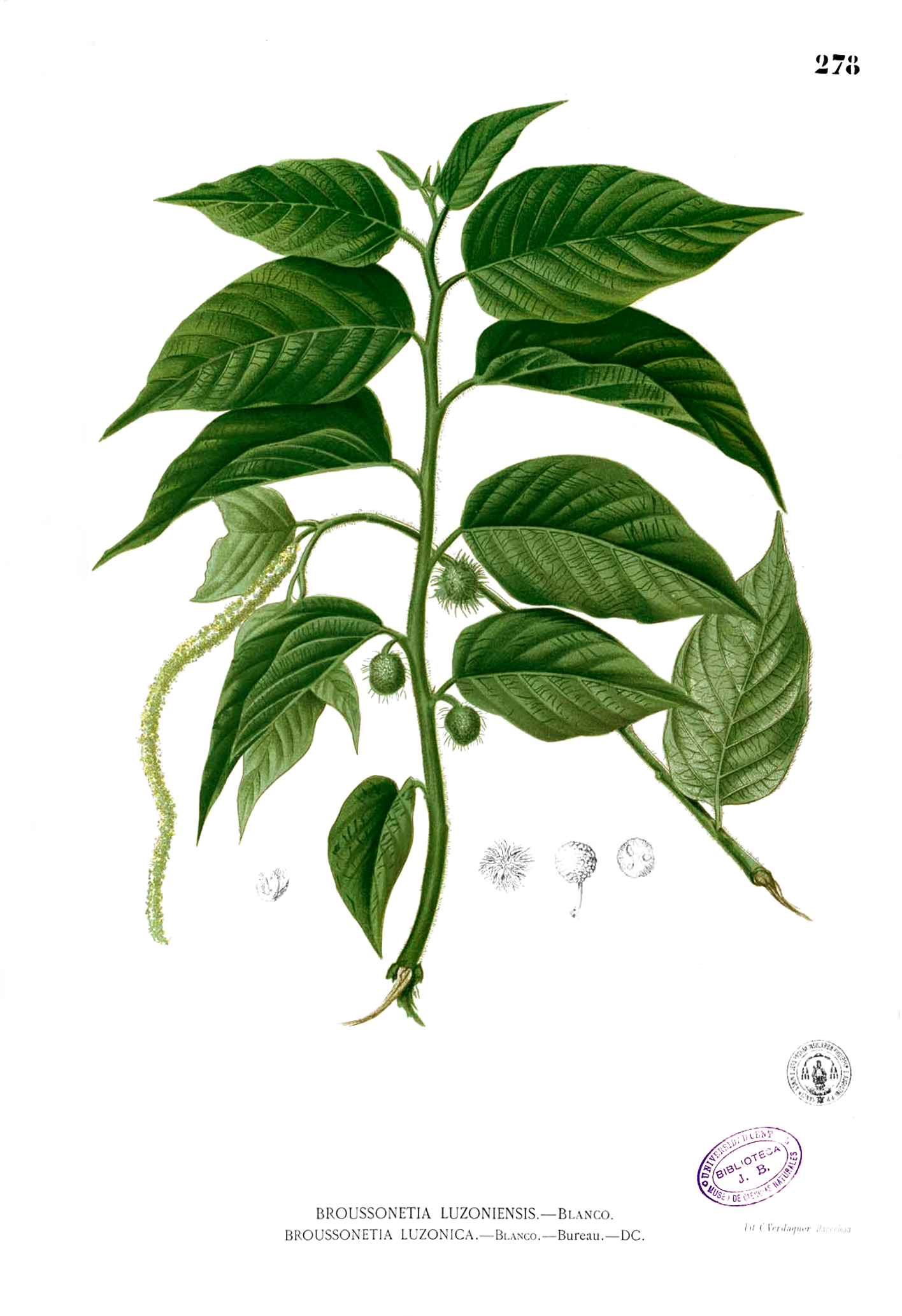
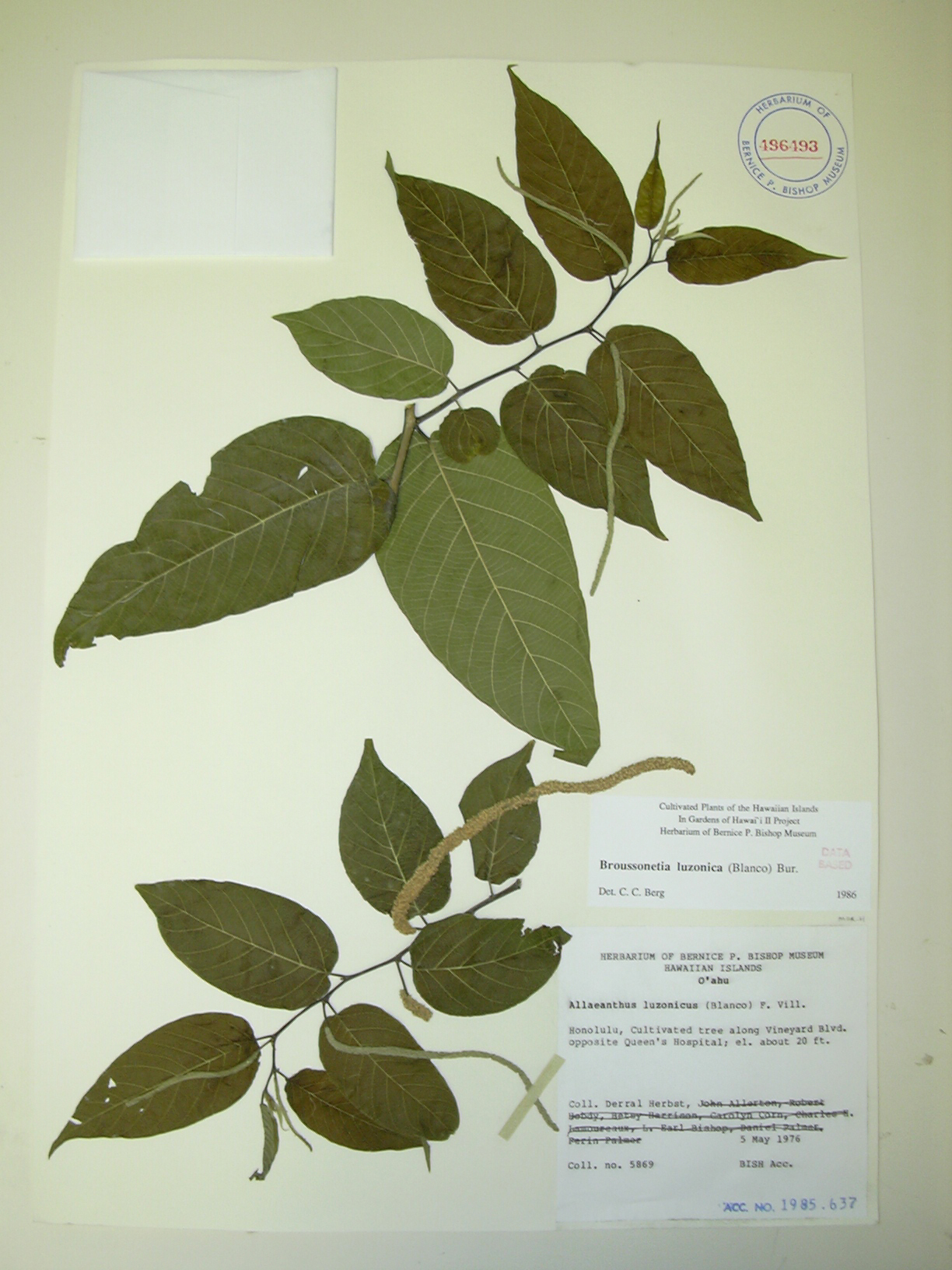